# Autumn Leaves (chanson de Daniel Kajmakoski)
Pour les articles homonymes, voir Autumn Leaves.
Chansons représentant la Macédoine au Concours Eurovision de la chanson
To the Sky
(2014) Dona
(2016)
Autumn Leaves (en français « Feuilles d'automne ») est la chanson de Daniel Kajmakoski qui représente la Macédoine au Concours Eurovision de la chanson 2015 à Vienne.
Le 19 mai 2015, lors de la 1re demi-finale, elle termine à la 15e place avec 28 points et par conséquent n'est pas qualifiée pour la finale.